# Aliona Bolsova

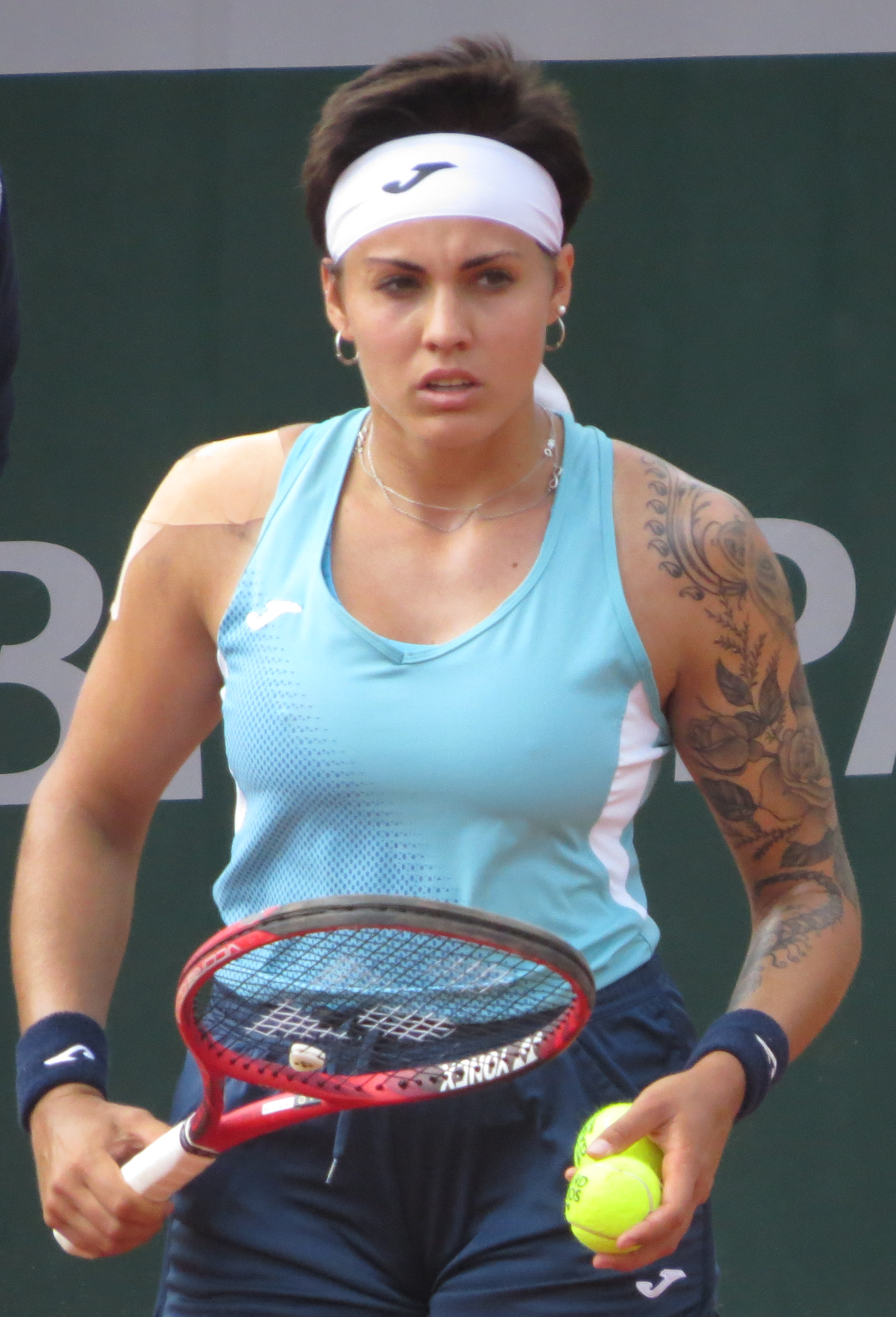
Roland Garros 2019 (kwalificatie)

Aliona Vadimovna Bolsova Zadoinov (Алёна Вадимовна Большова) (Chișinău, 6 november 1997) is een tennisspeelster uit Spanje. Bolsova (uitspraak: Bolsjova, oorspronkelijke spelling Bolșova) werd geboren in Chișinău, Moldavië. In 2000 verhuisde zij naar Palafrugell, Spanje. Zij begon op zevenjarige leeftijd met het spelen van tennis. Haar favoriete ondergrond is hardcourt en gravel. Zij speelt rechtshandig en heeft een tweehandige backhand. Zij is actief in het internationale tennis sinds 2012.

## Persoonlijk
Haar beide ouders waren atleten, die deelnamen aan de Olympische Spelen en wereldkampioenschappen. Haar moeder Olga Bolșova was een hoogspringster, haar vader Vadim Zadoinov een hordeloper. Haar oma van moederszijde Valentina Maslovska was een sprint-atleet, die in 1960 voor de Sovjet-Unie uitkwam op de Olympische Zomerspelen.

## Loopbaan
In 2012 en 2013 kwam Bolsova uit voor Moldavië, totdat zij in 2013 de Spaanse nationaliteit kreeg. In de periode 2015–2023 maakte Bolsova deel uit van het Spaanse Fed Cup-team – zij behaalde daar een winst/verlies-balans van 4–3.
In 2019 kwalificeerde Bolsova zich voor Roland Garros, waar zij haar grandslamdebuut had – zij bereikte er de vierde ronde, waardoor zij binnenkwam in de top 100 van het enkelspel.
Op het Australian Open 2021 bereikte zij de derde ronde in het dubbelspel, samen met de Italiaanse Jasmine Paolini. Na een halvefinaleplaats in Guadalajara, met de Montenegrijnse Danka Kovinić aan haar zijde, kwam zij in maart binnen in de top 150 van het dubbelspel. In juni veroverde Bolsova haar eerste WTA-titel, op het dubbelspeltoernooi van Bol, samen met de Poolse Katarzyna Kawa, door het koppel Ekaterine Gorgodze en Tereza Mihalíková te verslaan. In september won zij het $ 80k-ITF-dubbelspeltoernooi van Valencia (samen met de Venezolaanse Andrea Gámiz), waardoor zij ook in het dubbelspel binnenkwam op de top 100.
In 2022 was het toernooi in Valencia gepromoveerd tot WTA-toernooi – Bolsova prolongeerde haar titel, nu geflankeerd door landgenote Rebeka Masarova. In 2023 won zij daar nogmaals de dubbelspeltitel, terug met de Venezolaanse Andrea Gámiz.

## Posities op deWTA-ranglijst
Positie per einde seizoen:
| jaar | rang enkelspel | rang dubbelspel |
| ---- | -------------- | --------------- |
| 2013 | 590            | –               |
| 2014 | 790            | 589             |
| 2015 | 509            | 443             |
| 2017 | 477            | 627             |
| 2018 | 163            | 417             |
| 2019 | 114            | 301             |
| 2020 | 103            | 290             |
| 2021 | 157            | 85              |
| 2022 | 193            | 58              |
| 2023 | 137            | 100             |
| 2024 | 540            | 238             |

## Resultaten grandslamtoernooien
| Legenda | Legenda                          |
| ------- | -------------------------------- |
| g.t.    | geen toernooi gehouden           |
| l.c.    | lagere categorie                 |
| –       | niet deelgenomen                 |
| G       | uitgeschakeld in de groepsfase   |
| 1R      | uitgeschakeld in de eerste ronde |
| 2R      | uitgeschakeld in de tweede ronde |
| 3R      | uitgeschakeld in de derde ronde  |
| 4R      | uitgeschakeld in de vierde ronde |
| KF      | uitgeschakeld in de kwartfinale  |
| HF      | uitgeschakeld in de halve finale |
| F       | de finale verloren               |
| W       | het toernooi gewonnen            |
| w-v     | winst/verlies-balans             |

### Enkelspel
| toernooi        | 2019 | 2020 | 2021 |    | 2023 |
| --------------- | ---- | ---- | ---- | -- | ---- |
| Australian Open | –    | –    | 1R   | –  |      |
| Roland Garros   | 4R   | 1R   | –    | 2R |      |
| Wimbledon       | –    | g.t. | 1R   | –  |      |
| US Open         | 2R   | 2R   | –    | –  |      |

### Vrouwendubbelspel
| toernooi        | 2020 | 2021 | 2022 | 2023 |
| --------------- | ---- | ---- | ---- | ---- |
| Australian Open | –    | 3R   | 3R   | 1R   |
| Roland Garros   | 1R   | 1R   | –    | 1R   |
| Wimbledon       | g.t. | –    | 2R   | –    |
| US Open         | –    | –    | 2R   | 2R   |

## Palmares
| Legenda                 |
| ----------------------- |
| Grandslamtoernooi       |
| Olympische Spelen       |
| Year-End Championships  |
| Premier Mandatory       |
| Premier Five / WTA 1000 |
| Premier / WTA 500       |
| International / WTA 250 |
| Challenger / WTA 125    |

### WTA-finaleplaatsen enkelspel
geen

### WTA-finaleplaatsen vrouwendubbelspel
| nr.              | finale     | toernooi                | ondergrond | partner                | tegenstandsters                       | score            |         |
| ---------------- | ---------- | ----------------------- | ---------- | ---------------------- | ------------------------------------- | ---------------- | ------- |
| gewonnen finales |            |                         |            |                        |                                       |                  |         |
| 1.               | 2021-06-12 | WTA Bol                 | gravel     | Katarzyna Kawa         | Ekaterine Gorgodze Tereza Mihalíková  | 6-1, 4-6, [10-6] | details |
| 2.               | 2022-06-12 | WTA Valencia            | gravel     | Rebeka Masarova        | Aleksandra Panova Arantxa Rus         | 6-0, 6-3         | details |
| 3.               | 2022-09-17 | WTA Boekarest           | gravel     | Andrea Gámiz           | Réka Luca Jani Panna Udvardy          | 7-5, 6-3         | details |
| 4.               | 2023-04-02 | WTA San Luis Potosí     | gravel     | Andrea Gámiz           | Oksana Kalasjnikova Katarzyna Piter   | 7-6, 6-4         | details |
| 5.               | 2023-06-18 | WTA Valencia            | gravel     | Andrea Gámiz           | Angelina Gaboejeva Irina Chromatsjova | 6-4, 4-6, [10-7] | details |
| verloren finales |            |                         |            |                        |                                       |                  |         |
| 1.               | 2021-07-17 | WTA Boedapest           | gravel     | Tamara Korpatsch       | Mihaela Buzărnescu Fanny Stollár      | 4-6, 4-6         | details |
| 2.               | 2023-06-10 | WTA La Bisbal d'Empordà | gravel     | Rebeka Masarova        | Caroline Dolehide Diana Sjnajder      | 6-7, 3-6         | details |
| 3.               | 2024-09-14 | WTA Boekarest           | gravel     | Katarzyna Kawa         | Carole Monnet Darja Semeņistaja       | 6-1, 2-6, [7-10] | details |
| 4.               | 2024-11-02 | WTA Santa Cruz          | gravel     | Valerija Strachova     | Nuria Brancaccio Leyre Romero Gormaz  | 4-6, 4-6         | details |
| 5.               | 2025-02-15 | WTA Cancún              | hardcourt  | Yvonne Cavallé Reimers | Maya Joint Taylah Preston             | 4-6, 3-6         | details |